# Райручей
Райручей — ручей в России, протекает по территории Чёлмужского сельского поселения Медвежьегорского района Республики Карелии. Длина ручья — 15 км.
Ручей течёт преимущественно в северном направлении по заболоченной местности и в общей сложности имеет четыре притока суммарной длиной 11 км.
Втекает по левому берегу в реку Выг.
Населённые пункты на ручье отсутствуют.
Код объекта в государственном водном реестре — 02020001212202000005438.